# Luiz Joaquim dos Santos Marrocos
Luíz Joaquim dos Santos Marrocos (Lisbona, 17 luglio 1781 – Rio de Janeiro, 17 dicembre 1838) è stato un archivista portoghese.
Ex studente dell'Università di Coimbra, nel 1807 era aiuto archivista del padre, Francisco José, in precedenza professore di Filosofia a Belém. I Santos Marrocos, entrambi stimati funzionari presso la Biblioteca Reale di Lisbona, curavano la conservazione, traduzione e catalogazione dei circa 60.000 preziosi volumi di proprietà della Corona portoghese, molti dei quali rari oppure esemplari unici al mondo. All'epoca l'intera raccolta era stimata essere venti volte maggiore di quella contenuta nella Biblioteca del Congresso degli Stati Uniti a Washington.
Nel marzo 1811 Luiz Joaquim fu inviato in Brasile assieme ad un carico di libri, facente parte dei circa 60.000 appartenenti in origine alla Biblioteca Reale, che il 22 novembre del 1807 non si era riusciti ad imbarcare sulle navi in partenza per il Brasile assieme alla Famiglia Reale e alla Corte al completo. Il trasferimento della corte portoghese in Brasile fu di una vera e propria fuga dal Portogallo decisa dal principe reggente, Giovanni VI, per evitare la detronizzazione da parte delle ormai prossime truppe napoleoniche causata dalla sua indecisione nell'aderire al Blocco continentale.
Una volta giunto in Brasile il giovane dos Santos Marrocos contribuì ad organizzare la collocazione dei volumi nella nuova Biblioteca Real a Rio de Janeiro, oggi Biblioteca Nacional do Brasil.
Durante la sua permanenza a Rio mantenne regolare corrispondenza con la famiglia rimasta in Portogallo. L'intera raccolta è costituita da 186 lettere e tale documentazione viene considerata, dagli storici interessati a quel periodo, di grande importanza. Quelle carte infatti, proprio perché scritte da un semplice cittadino, rappresentano una descrizione reale delle enormi trasformazioni nelle quali brasiliani e portoghesi furono coinvolti durante i 13 anni di permanenza della famiglia reale a Rio de Janeiro. Gli intrighi di Corte, la meschinità della burocrazia, la dura realtà della schiavitù sono descritte in cruda forma nelle carte di Santos Marrocos come in una foto istantanea, senza i ritocchi, le omissioni o i filtri presenti nei documenti o i rapporti ufficiali.
Dos Santos Marrocos morì il 17 dicembre 1838, a 57 anni, come riportato nel 'Jornal do Comercio' del 18 dicembre 1838.
L'Archivista Reale viene ripetutamente citato nel libro 1808 del giornalista brasiliano Laurentino Gomes dove si narra della repentino trasferimento della Corte portoghese, prima a Salvador de Bahia, e poi a Rio de Janeiro.